# John Fiddy
John Charles Fiddy (ur. 23 maja 1944 w Londynie, zm. 24 grudnia 2017) – angielski muzyk, kompozytor muzyki rozrywkowej i filmowej. Autor popularnych utworów i aranżacji 
muzycznych wykorzystywanych w filmach i programach telewizyjnych na całym świecie oraz utworów z gatunku tzw. muzyki tła. W Polsce kilka jego utworów było wykorzystywanych w programach TVP z lat 70. i 80. XX-wieku takich jak m.in. Sonda czy Teleranek.

## Kariera
Ukończył Stationer's Company's School i Uniwersytet w Nottingham. Na początku kariery współpracował jako sesyjny gitarzysta basowy z zespołami 
muzycznymi i artystami takimi jak Olivia Newton-John, Alvin Stardust, Petula Clark, David Essex, The Wombles oraz Uriah Heep. W 
późniejszym okresie wyspecjalizował się w tworzeniu jingli muzycznych i podkładów do programów telewizyjnych oraz reklam. Współpracuje z muzykami takimi jak 
Sammy Burdson, Mladen Franko, Jim Harbourg, Kevin Peek z którymi od 1970 roku tworzy muzykę dla niemieckiej wytwórni płytowej Sonoton. Jest 
autorem i współtwórcą kilkudziesięciu płyt i kilkuset kompozycji muzycznych.

## Dyskografia solowa
- 1970 - Groupie Girl
- 1972 - Dum Dum
- 1974 - Jingles
- 1983 - Corporate Fanfares
- 1978 - Flutes Of Fancy
- 1977 - Plastic Popsicle
- 1977 - Industrial Themes And Underscores Vol. 1
- 1978 - Baroque Ensemble
- 1978 - Industrial Themes And Underscores Vol. 2
- 1980 - Industrial Themes And Underscores Vol. 3
- 1983 - Industrial Themes And Underscores Vol. 4 - Propulsion
- 1983 - Signatures
- 1983 - Suite In Oil And Steel
- 1983 - Prestige
- 1984 - Success Story Vol. 1 - Power Prestige Achievement
- 1985 - Success Story Vol. 2
- 1986 - Success Story Vol. 3
- 1987 - Success Story Vol. 4
- Good Life
- Imaginations
- Solo Guitar Vol. 1
- Success Story Vol. 5
- Classical Styling Vol. 3

## Współpraca
- 1974 - Industrial Panorama (Keith Mansfield / Johnny Pearson / John Scott / Neil Richardson)
- 1976 - Orchestral Contrasts (Brian Bennett / Alan Hawkshaw / Duncan Lamont / Simon Benson / James Clarke / Peter Cox)
- 1977 - Contemporary Themes (Ray Davies)
- 1979 - Kids and Cartons (Tony Hymas)
- 1980 - Softly (Norman Candler)
- 1983 - Neutral Moods And Static Sounds Vol. 1 (Jim Harbourg)